# Сан Адријан де Бесос
Сан Адријан де Бесос (шп. San Adrián de Besós) град је у Шпанији у аутономној заједници Каталонија у покрајини Барселона. Према процени из 2017. у граду је живело 36 496 становника.

## Становништво
Према процени, у граду је 2017. живело 36 496 становника.
| 1970.  | 1981.  | 1991.  | 2001.  | 2011.  | 2017.  |
| ------ | ------ | ------ | ------ | ------ | ------ |
| 24.573 | 36.397 | 34.154 | 31.939 | 34.157 | 36.496 |

## Партнерски градови
- San Adrián